# 有田邦敬

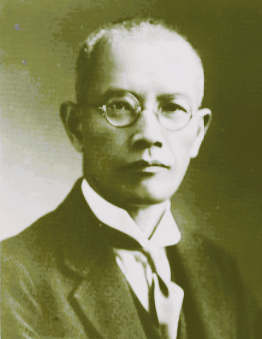
大阪市助役時代の有田邦敬

有田 邦敬（ありた くによし、くにゆき、1883年9月17日 - 1941年12月21日）は、日本の官僚、経営者。大阪市助役、京阪電気鉄道社長を務めた。兵庫県出身。

## 来歴・人物
旧制兵庫県立柏原中学校、第三高等学校を経て、1908年に京都帝国大学法科を卒業。内務省、逓信省に奉職の後、1915年12月から大阪市長の池上四郎の下で第二助役を務め、1923年12月から1927年12月までは関一の下で助役を務める。両市長の下で迎えた大大阪時代を助役として支えた。1928年4月に太田光凞社長の要請により、京阪電気鉄道副社長に就任し、1936年10月には社長（第5代）に昇格。厳しい経営状況にあった同社の再建を太田とともに進め、現場経験者を抜擢して役員に就任させるなど、次代を支える人材の登用と育成をも周到に行った。大阪商工会議所顧問、旧住友アルミニウム製錬取締役、国際電気通信、奈良急行自動車、大阪窯業セメントの監査役などの要職も務めた。財団法人昭和学園（現在の学校法人大阪経済大学）の設立にも携わり、1936年9月から1941年12月まで理事長も務めた。
1941年12月21日社長在任中に死去。58歳没。